# Дмитренко Жанна Віталіївна
Жа́нна Віта́ліївна Дмитре́нко (нар. 25 листопада 1951, с. Носівці, Гайсинський район, Вінницька область) — українська письменниця.

## Біографія
Народилася 25 листопада 1951 року у селі Носівцях Гайсинського району Вінницької області. Випускниця Вінницького педагогічного інституту (1972). Працювала в системі освіти та культури на Вінниччині, була на державній службі. Займається громадською та просвітницькою діяльністю. Була депутатом Вінницької обласної ради 7 скликання. Під час каденції працювала заступником голови комісії з питань освіти, культури, сім'ї та молоді, спорту та туризму, духовності та історичної спадщини.

Живе у м. Гнівань на Вінниччині.

## Літературна діяльність
Поетеса. Авторка збірок, передусім громадянської лірики та віршів історико-краєзнавчої тематики: «Берег щастя і надії» (2006), «Витава» (2008), «Дорогі мої земляки» у 3-х т. (2010—2013), «Носовецька левада» (2011), «Дві райдуги» (2013), «Іменем Майдану» (2015), вибраного «Нитка Аріадни» (2016), «Благословен дух творчості людської» (2021), прозових оповідань «Від долі не втечеш» (2021); публікацій у періодиці, у тому числі наукових і науково-популярних статей у фахових виданнях з питань історії та культури.

Член НСПУ з 2019 р.
|                          | Поезія Жанни Дмитренко полюбилася моїм землякам давно і добре відома на Поділлі та й далеко за його межами. Патріотична й культурологічна тематика віршів, що становить основу її творчості і знаходить відгук у серцях подолян, свідчить про глибоке розуміння поетесою сучасних суспільно-політичних процесів, любов до рідного народу, його багатостраждальної історії і фольклору, до майбутньої долі України |
| — Тетяна Яковенко (2016) | |

## Нагороди і почесні звання
Нагороджена грамотами та подяками Верховної Ради та Кабінету Міністрів України, відзнакою «За заслуги перед Вінниччиною» (2017), літературними преміями «Кришталева вишня» (2010), ім. В. Юхимовича (2021), ім. В. Забаштанського (2023).